# Кодимська міська територіальна громада
Кодимська міська територіальна громада — територіальна громада у Подільському районі Одеської області України. Населення громади становить 25 251 осіб (01.01.2024), адміністративний центр — м. Кодима.

## Історія
27 травня 2020 р. Кабінетом Міністрів України був затверджений перспективний план громади в рамках адміністративно-територіальної реформи.
19 липня 2020 року, в результаті адміністративно-територіальної реформи і ліквідації Кодимського району, громада увійшла до складу новоутвореного Подільського району.
Перші вибори відбулися 25 жовтня 2020 року.

## Склад громади
До складу громади входить одне місто — Кодима та  20 сіл:
- Баштанків
- Будеї
- Грабове
- Загнітків
- Івашків
- Круті
- Лабушне
- Лисогірка
- Олександрівка
- Олексіївка
- Петрівка
- Пиріжна
- Писарівка
- Семенівка
- Серби
- Сергіївка
- Смолянка
- Стримба
- Федорівка
- Шершенці